# Michael Innerkofler
Michael Innerkofler, noto anche come Michel Innerkofler (Sesto, 30 luglio 1848 – Monte Cristallo, 20 agosto 1888), è stato un alpinista austro-ungarico, attivo nelle Dolomiti nella seconda metà dell'Ottocento.
È considerato la più grande guida alpina delle Dolomiti nel periodo 1870-1888.

## Imprese alpinistiche
Da solo o con i fratelli Hans e Johann conquistò diverse cime dolomitiche, soprattutto nelle Dolomiti di Sesto. 
- Croda dei Toni  (m 3.094) – 28 settembre 1874, col fratello Johann.[2]
- Cima Undici  (m 3.092) – agosto 1878, da solo;
- Cima Ovest di Lavaredo  (m 2.973) – 1879, con Georg Pioner detto "Carbonin";
- Punta Grohmann del Sasso Lungo  (m 3.126) – agosto 1880;
- Cima Piccola di Lavaredo  (m 2.856) – 25 luglio 1881, col fratello Hans;
- Croda da Lago  (m 2.710) – 19 luglio 1884.

In agosto 1881 fu il primo ad accompagnare un cliente, Demeter Diamantidi, sulla Cima Grande di Lavaredo.
Morì tragicamente nel 1888, a soli 40 anni, mentre scendeva dal Monte Cristallo con due clienti, per il cedimento di un ponte di neve.